# Sainte-Marie-Cappel

Sainte-Marie-Cappel este o comună în departamentul Nord, Franța. În 1 ianuarie 2022 avea o populație de 835 de locuitori.